# Luciano Huck
Luciano Grostein Huck OMM (São Paulo, 3 de setembro de 1971) é um apresentador de televisão brasileiro. Desde setembro de 2021, apresenta o programa de televisão Domingão com Huck, da TV Globo. Anteriormente, apresentou o programa Caldeirão do Huck de 1999 a 2021, quando deixou o programa para apresentar o Domingão do Faustão, que se tornou Domingão com Huck a partir de 2021. Ele foi sucedido por Marcos Mion no comando do Caldeirão.

## Vida pessoal
Luciano Huck é filho do jurista Hermes Marcelo Huck e da urbanista Marta Dora Grostein, e irmão do diretor de cinema Fernando Grostein, filho do relacionamento de Marta Grostein com Márcio Escobar de Andrade, ex-diretor de redação da Playboy. Luciano é judeu, sendo seu avô materno, Mauricio Grostein, proveniente da cidade de Ekaterinoslav, União Soviética - atualmente Dnipro, na Ucrânia, terra de origem também de outros dois de seus quatro avós. É enteado de Andrea Calabi, economista ligado ao PSDB paulista. Desde 2004, Huck é casado com a também apresentadora Angélica, com quem tem 3 filhos: Joaquim, Benício e Eva.

## Carreira profissional
Huck estudou na Faculdade de Direito da Universidade de São Paulo (USP), porém não chegou a se graduar. Ainda adolescente, começou a trabalhar como assistente do fotógrafo J.R. Duran. Aos 20 anos de idade, Luciano Huck fez um estágio na agência W/Brasil, do publicitário Washington Olivetto. Na mesma época, em sociedade com amigos e com um empréstimo do pai, abriu o bar Cabral, em São Paulo, voltado para a jovem elite paulistana. Estagiou também nas agências de publicidade DM9, de Nizan Guanaes, e Talent. Também trabalhou na 89 FM A Rádio Rock e na Revista Playboy, na seção 20 perguntas.
Aos 22 anos, Luciano Huck foi convidado por Fernão Lara Mesquita, diretor do Jornal da Tarde, para publicar a coluna social “Circulando”. Na mesma época, começou a fazer locução em programa da rádio Jovem Pan. Aos 23 anos, estreou na televisão, mais especificamente no comando de um quadro no programa Perfil, com Otávio Mesquita. Aos 24 anos, sua coluna no JT virou programa de televisão, o Circulando, na CNT Gazeta. Na mesma ocasião, Huck inaugurou o bar Sirena em Maresia, litoral norte paulista.
Em setembro de 1996, a convite da Rede Bandeirantes, Luciano Huck estreou o programa H, diário e voltado para o público jovem, acumulando a função de locutor do programa Torpedo na rádio Jovem Pan. No H, Huck lançou as personagens Tiazinha e Feiticeira, aumentando o sucesso do programa. Aos 27 anos, deixou a coluna no JT para dedicar-se integralmente ao programa H. Em 1998, ocupando o horário nobre das 21h, chegou a alcançar oito pontos de audiência.
Em setembro de 1999, Luciano assina contrato com a TV Globo, para apresentar o programa Caldeirão do Huck, exibido aos sábados às 16 horas, para todo território brasileiro e para 115 países pela Globo Internacional. O programa é líder de audiência consolidando o horário que no passado foi ocupado por Chacrinha. Huck recebeu o Prêmio Extra de Televisão de melhor apresentador de TV por seis anos consecutivos, organizado pelo jornal do Rio de Janeiro, Extra, similar ao the "People’s Choice Awards" (2011, 2010, 2009, 2008, 2007 e 2006). Por sua vez, Caldeirão do Huck recebeu o mesmo prêmio, como melhor show de variedades, por nove anos (2011, 2010, 2009, 2008, 2007, 2006, 2005, 2004 e 2003), incluindo um prêmio pelo Soletrando em 2007.
Em 2017, após fazer uma matéria especial sobre a atuação do Exército Brasileiro na Missão das Nações Unidas para a estabilização no Haiti para o programa Caldeirão do Huck, foi agraciado pelo mesmo com a Ordem do Mérito Militar, a mais elevada distinção honorífica militar brasileira, sob o grau de oficial.
Em 15 de junho de 2021 Luciano Huck afirmou que assumiria a apresentação do Domingão do Faustão, com a saída de Fausto Silva para a Band no fim de 2021.

## Outras atividades
Luciano Huck é diretor-presidente do Instituto Criar de TV, Cinema e Novas Mídias, ONG idealizada por ele, que tem como missão promover o desenvolvimento profissional, social e pessoal de jovens por meio do audiovisual. Desde sua fundação em 2004, 1 150 jovens foram atendidos no programa educacional. Graças ao Instituto Criar, Luciano foi um dos indicados para o prêmio Empreendedor Social em 2007, um prêmio concedido pelo jornal Folha de S.Paulo e pela fundação Schwab no setor de empreendedorismo social, com o propósito de identificar líderes de cooperativas, empresas sociais (do setor privado que distribuem lucros para ajudar a sociedade), ONGs e indivíduos que desenvolvem ideias inovadoras e sustentáveis para benefício coletivo.
É produtor de filmes nacionais, como Casa de Areia, de Andrucha Waddington, lançado em 2005, e Era Uma Vez, de Breno Silveira, lançado em 2008. Em 2007 lançou o livro “Na Terra, no Céu, no Mar”, sobre as gravações feitas em seu programa em diferentes lugares do mundo. Além do cinema, Huck investe também nos setores de alimentação, turismo, vestuário e em hospitais veterinários, tendo sociedades com empresários como os irmãos Pedro Paulo e João Paulo Diniz, Gilberto Farah, Luiz Calainho, Alexandre Accioly, entre outros.
Em 2009, ele atingiu um milhão de seguidores no Twitter, marca atingida em quatro meses. Atualmente mais de onze milhões de pessoas seguem seus tweets (@LucianoHuck) e mais de quinze milhões de pessoas curtiram sua página no Facebook.
Em 2011 Huck dublou Flynn Rider no filme “Enrolados”, da Disney. Também participou de comerciais de televisão para grandes empresas como P&G, Coca-Cola e Itaú.

### Engajamento político
Desde 2014 Huck tem se posicionado em relação à vida política do país, cogitando inclusive uma candidatura à presidência da República, mas desistiu da candidatura nas eleições de 2018. Nas pesquisas de intenção de voto, o apresentador oscilava entre 3% e 5%, em cenários sem Lula. Huck participa do movimento liberal de renovação política Agora!, tendo como "guru" político o ex-presidente Fernando Henrique Cardoso. O apresentador sinalizou que poderia concorrer em 2022, assim deixando a Rede Globo. Em nota, a emissora carioca declarou que não impediria a candidatura, mas que em caso de saída do apresentador ele não seria readmitido. A candidatura, no entanto, não se concretizou.

## Polêmicas
Huck foi alvo de uma ação civil pública em outubro de 2007, movida pelo município de Angra dos Reis, por supostos danos ambientais e construções irregulares em sua casa de veraneio. Representado pelo escritório de advocacia do qual é sócia a ex-primeira-dama do Rio de Janeiro, Adriana Ancelmo Cabral, o apresentador acabou beneficiado por um decreto do governador Sérgio Cabral Filho, em junho de 2009, que alterava a legislação da Área de Proteção Ambiental (APA) na região na qual ficavam as residências consideradas irregulares. Em julho de 2011, a Justiça o condenou a pagar R$ 40 mil por cercar com boias a faixa costeira ao longo dessa sua casa em Angra.
Em 2010, Luciano Huck dublou o filme Enrolados e a qualidade de sua dublagem gerou críticas desfavoráveis. Em novembro de 2021, o dublador e diretor Garcia Júnior declarou que não teve direção de dublagem devido ao comportamento de Luciano Huck no estúdio.
No dia 1.º de dezembro de 2012, o apresentador se recusou a realizar o teste do bafômetro em uma operação policial no Rio de Janeiro. Teve a CNH apreendida e precisou que um outro motorista levasse seu carro.

## Filmografia

### Televisão
| Ano           | Título                       | Papel        | Notas                                        |
| ------------- | ---------------------------- | ------------ | -------------------------------------------- |
| 1995–1996     | Circulando                   | Apresentador |                                              |
| 1996–1999     | Programa H                   | Apresentador |                                              |
| 2000–2021     | Caldeirão do Huck            | Apresentador |                                              |
| 2000          | TV Ano 50                    | Apresentador | Episódio: "Programas de auditório"           |
| 2004          | São Paulo 450 Anos           | Apresentador |                                              |
| 2004–2020     | Criança Esperança            | Apresentador |                                              |
| 2004          | Quebrando a Rotina           | Apresentador |                                              |
| 2010          | As Cariocas                  | Cícero       | Episódio: "A Traída da Barra"                |
| 2010          | A Grande Família             | Ele mesmo    | Episódio: "Lata Velha é que Faz Corrida Boa" |
| 2011          | Fina Estampa                 | Ele mesmo    | Episódio: "10-12 de setembro"                |
| 2012          | Cheias de Charme             | Ele mesmo    | Episódio: "11 de agosto"                     |
| 2013          | Amor à Vida                  | Ele mesmo    | Episódio: "15 de julho"                      |
| 2016          | Malhação: Seu Lugar no Mundo | Ele mesmo    | Episódio: "2 de julho"                       |
| 2020          | Amor de Mãe                  | Ele mesmo    | Episódio: "23-24 de janeiro"                 |
| 2020          | Sandy & Junior: A História   | Ele mesmo    |                                              |
| 2021–presente | Domingão com Huck            | Apresentador |                                              |
| 2022-presente | Dança dos Famosos            | Apresentador |                                              |
| 2022-presente | Batalha do Lip Sync          | Apresentador |                                              |
| 2022          | Quanto Mais Vida, Melhor!    | Ele mesmo    | Episódio: "18 de maio"                       |
| 2023          | Vai na Fé                    | Ele mesmo    | Episódio: "25 de março"                      |
| 2023          | Agora Vai                    | Ele mesmo    | Especial de fim de ano                       |
| 2024          | Família É Tudo               | Ele mesmo    | Episódio: "7 de março"                       |
| 2024          | Tamanho Família              | Apresentador |                                              |

### Cinema
| Ano  | Título                                         | Papel                | Notas                  | Ref. |
| ---- | ---------------------------------------------- | -------------------- | ---------------------- | ---- |
| 1999 | Xuxa Requebra                                  | Apresentador         |                        |      |
| 2001 | Xuxa e os Duendes                              | Tomate               |                        |      |
| 2003 | Mistério na Colônia                            | O Médico             | Curta-metragem         |      |
| 2004 | Um Show de Verão                               | Marcelo              |                        |      |
| 2005 | Turma da Mônica em Cine Gibi                   | Ele mesmo            |                        |      |
| 2009 | Xuxa em O Mistério de Feiurinha                | Príncipe da Rapunzel |                        |      |
| 2010 | Enrolados                                      | Flynn Rider (voz)    | Dublagem (Star-Talent) |      |
| 2011 | Quebrando o Tabu                               | -                    | Produtor Associado     |      |
| 2012 | Os Penetras                                    | -                    | Produtor Associado     |      |
| 2014 | Na Quebrada                                    | Ele mesmo            |                        |      |
| 2014 | A História do Homem Henry Sobel                | Ele mesmo            |                        |      |
| 2015 | Até Que A Sorte Nos Separe 3: A Falência Final | Ele mesmo            |                        |      |
| 2022 | Domingão com Huck: A História da História      | Ele mesmo            | Globoplay              |      |

## Prêmios e indicações
Prêmio Extra de Televisão
| Ano  | Categoria           | Trabalho          | Resultado |
| ---- | ------------------- | ----------------- | --------- |
| 2005 | Melhor Apresentador | Caldeirão do Huck | Venceu    |
| 2006 | Melhor Apresentador | Caldeirão do Huck | Venceu    |
| 2007 | Melhor Apresentador | Caldeirão do Huck | Venceu    |
| 2008 | Melhor Apresentador | Caldeirão do Huck | Venceu    |
| 2009 | Melhor Apresentador | Caldeirão do Huck | Venceu    |
| 2010 | Melhor Apresentador | Caldeirão do Huck | Venceu    |
| 2012 | Melhor Apresentador | Caldeirão do Huck | Venceu    |
| 2013 | Melhor Apresentador | Caldeirão do Huck | Venceu    |
| 2014 | Melhor Apresentador | Caldeirão do Huck | Indicado  |

Prêmio Quem de Televisão
| Ano  | Categoria           | Trabalho          | Resultado |
| ---- | ------------------- | ----------------- | --------- |
| 2010 | Melhor Apresentador | Caldeirão do Huck | Venceu    |
| 2011 | Melhor Apresentador | Caldeirão do Huck | Indicado  |
| 2012 | Melhor Apresentador | Caldeirão do Huck | Venceu    |
| 2013 | Melhor Apresentador | Caldeirão do Huck | Indicado  |
| 2014 | Melhor Apresentador | Caldeirão do Huck | Indicado  |

Troféu Imprensa
| Ano  | Categoria                             | Trabalho          | Resultado |
| ---- | ------------------------------------- | ----------------- | --------- |
| 2000 | Melhor Apresentador ou Animador de TV | Caldeirão do Huck | Indicado  |
| 2001 | Melhor Apresentador ou Animador de TV | Caldeirão do Huck | Indicado  |
| 2005 | Melhor Apresentador ou Animador de TV | Caldeirão do Huck | Indicado  |
| 2007 | Melhor Apresentador ou Animador de TV | Caldeirão do Huck | Venceu    |
| 2008 | Melhor Apresentador ou Animador de TV | Caldeirão do Huck | Venceu    |
| 2009 | Melhor Apresentador ou Animador de TV | Caldeirão do Huck | Indicado  |
| 2010 | Melhor Apresentador ou Animador de TV | Caldeirão do Huck | Indicado  |
| 2011 | Melhor Apresentador ou Animador de TV | Caldeirão do Huck | Indicado  |
| 2012 | Melhor Apresentador ou Animador de TV | Caldeirão do Huck | Indicado  |
| 2013 | Melhor Apresentador ou Animador de TV | Caldeirão do Huck | Indicado  |
| 2015 | Melhor Apresentador ou Animador de TV | Caldeirão do Huck | Indicado  |

Troféu Internet
| Ano  | Categoria                             | Trabalho          | Resultado |
| ---- | ------------------------------------- | ----------------- | --------- |
| 2007 | Melhor Apresentador ou Animador de TV | Caldeirão do Huck | Venceu    |
| 2008 | Melhor Apresentador ou Animador de TV | Caldeirão do Huck | Venceu    |
| 2010 | Melhor Apresentador ou Animador de TV | Caldeirão do Huck | Venceu    |
| 2014 | Melhor Apresentador ou Animador de TV | Caldeirão do Huck | Indicado  |
| 2015 | Melhor Apresentador ou Animador de TV | Caldeirão do Huck | Indicado  |

Meus Prêmios Nick
| Ano  | Categoria              | Trabalho          | Resultado |
| ---- | ---------------------- | ----------------- | --------- |
| 2010 | Prêmio Ajude Seu Mundo | Luciano Huck      | Venceu    |
| 2012 | Apresentador de TV     | Caldeirão do Huck | Indicado  |

`Prêmio iBest
| Ano  | Premiação    | Categoria                      | Indicação    | Resultado |
| ---- | ------------ | ------------------------------ | ------------ | --------- |
| 2022 | Prêmio iBest | Influenciador São Paulo        | Luciano Huck | TOP3      |
| 2023 | Prêmio iBest | Influenciador Twitter          | Luciano Huck | TOP10     |
| 2023 | Prêmio iBest | Influenciador de Opinião       | Luciano Huck | TOP10     |
| 2023 | Prêmio iBest | Influenciador São Paulo        | Luciano Huck | TOP10     |
| 2023 | Prêmio iBest | Apresentadores de TV/Streaming | Luciano Huck | TOP10     |

Outros prêmios e indicações
| Ano  | Premiação                        | Categoria           | Trabalho          | Resultado |
| ---- | -------------------------------- | ------------------- | ----------------- | --------- |
| 2014 | Retrospectiva UOL Melhores da TV | Melhor Apresentador | Caldeirão do Huck | Indicado  |